# Bleekrodea
Bleekrodea es un género con cuatro especies de árboles pertenecientes a la familia  Moraceae, son nativos del este de Asia.

## Especies seleccionadas
- Bleekrodea insignis
- Bleekrodea malayana
- Bleekrodea tonkinensis